# Tiempos Modernos (revista)
Tiempos Modernos. Revista electrónica de Historia Moderna (título abreviado: Tiempos Mod. Rev. Electrón. Hist. Mod.) es una revista científica en versión digital establecida en el año 2000. Tiene una periodicidad semestral y está dedicada al estudio de la Edad Moderna en todas sus dimensiones: «Tiempos Modernos es una revista electrónica que concentra en su seno el interés de las más diversas disciplinas históricas (Historia del Arte, Historia de la Literatura, Historia de la Ciencia, Historia Política, Historia Socioeconómica...) con el objetivo común de estudiar el desarrollo de las sociedades humanas durante los siglos XVI, XVII y XVIII».
La revista Tiempos Modernos es una iniciativa independiente que no depende económica o institucionalmente de ninguna universidad, organismo público o empresa. Es la Asociación sin ánimo de lucro Mundos Modernos la que le da cobertura institucional a la revista, manteniendo su actividad mediante las contribuciones de sus socios benefactores.
Tiempos Modernos está indexada en las principales bases de datos científicas: Historical Abstracts, Dialnet, Scopus, ERIH, CIRC, ISOC, LATINDEX, REVUES.ORG, etc. y acaba de recibir el sello de calidad de la FECyT. 

## Directores
-José Ramón Pérez Agüera (2000-2005)
-Josep Palau i Orta (2005-2008)
-Diego Téllez Alarcia (2008-2013)
-Fernando Negredo del Cerro (2013-Actualidad)